# Danmarks Handelskontor, Taipei
Danmarks Handelskontor i Taipei (kinesisk: 丹麥商務辦事處; pinyin: Dānmài Shāngwù Bànshì Chù) repræsenterer Danmarks interesser i Taiwan i formelle diplomatiske relationer og fungerer som en uofficiel ambassade. Dets modpart i Danmark er Taipeis repræsentationskontor i Danmark i København.
Det blev etableret i 1983 som det Danske Handelskontor i Taipei. 
Kontoret i Taipei fungerer som et konsulat for danske statsborgere i Taiwan, herunder udstedelse af danske pas.  Derudover er den ansvarlig for udstedelse af visums til Danmark, Norge og Island.  Det håndterer også ansøgninger om norske pas på vegne af den norske ambassade i Singapore.  Norge havde tidligere sit eget norske handelskontor i Taipei, men dette blev lukket i 2004. 
Kontoret ledes af direktøren Peter Sand.

## Eksterne links
- Officiel hjemmeside